# Aruattus agostii
Aruattus agostii là một loài nhện trong họ Salticidae.
Loài này thuộc chi Aruattus. Aruattus agostii được Dmitri Viktorovich Logunov & Azarkina miêu tả năm 2008.